# Centruropsis dorcadionoides
Centruropsis dorcadionoides – gatunek chrząszcza z rodziny kózkowatych i podrodziny zgrzypikowych. Jedyny przedstawiciel rodzaju Centruropsis.

## Zasięg występowania
Gatunek ten występuje w Wietnamie.